# 명백한 운명

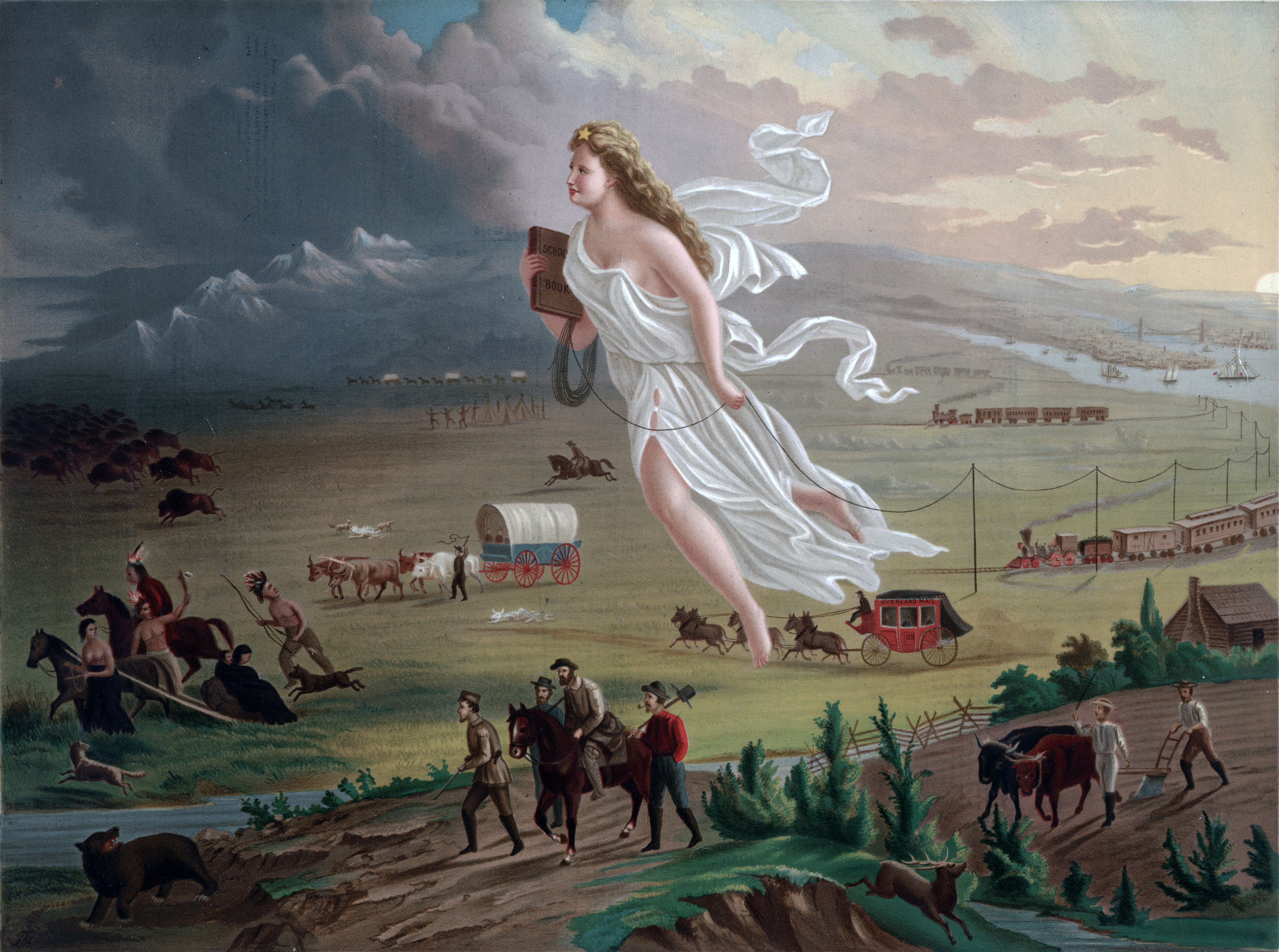
존 가스트의 〈미국의 진보〉(American Progress, 1872년 작)는 서부 근대화의 알레고리적 묘사로 꼽힌다. 미국의 의인화인 컬럼비아는 여신과 같은 모습으로 공중에 떠 있고, 오른쪽(동쪽)에서부터 역마차와 기차가 들어온다. 왼쪽(서쪽)에서는 원주민들이 쫓겨나고 있다. 그림의 오른쪽 끝과 왼쪽 끝에 각각 대서양과 태평양 및 로키산맥이 보인다.

명백한 운명(영어: Manifest Destiny)은 19세기 미국을 대표하는, 미국 정착민들이 북아메리카 서쪽으로 확장하도록 운명지어졌으며 그 신념이 명백하고 확고하다고 하는 것을 나타내는 구절이다. 이러한 신념은 미국 예외주의와 함께, 공화적 통치의 불가피한 전파를 내포한 낭만적 국가주의에 뿌리를 두고 있다. 이는 미국에서 미국 제국주의의 초창기적 표현 중 하나로 꼽힌다. 제임스 매디슨이 미국 대통령으로 재임할 당시 민주공화당, 특히 매파(주전파, Warhawks)에 의해 널리 퍼지게 되었다.

## 이론의 기원

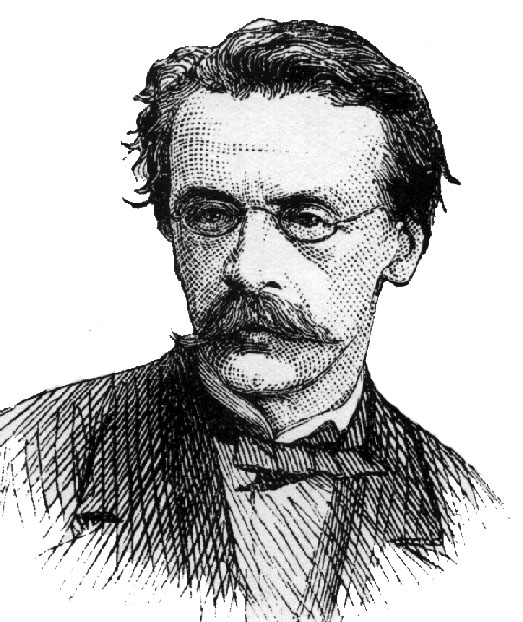
존 오설리번은 영향력 있는 젊은 컬럼니스트였지만, 현재는 "Manifest Destiny"라는 경구로만 기억된다. 1874년 스케치

이 논리는 1845년 뉴욕 시의 한 저널리스트 존 오설리번(John O'Sullivan)에 의해 처음 소개되었다. 그는 서부로 계속 팽창해 나아가 대륙 전체로 확대, 손에 넣는 것은 우리의 명백한 운명으로 해마다 증가하는 수백만 인구의 자유로운 발전을 위하여 신이 베풀어 주신 것이라고 주장하였다. 같은 해 12월 2일에는, 미국 대통령 제임스 K. 포크가 미국 의회에 먼로 독트린은 더 강화되어야 하며 해서 미국은 더 활발하게 서부로의 팽창을 계속해야 한다고 언급하였다.

## 내포된 실질적 의미
명백한 운명(Manifest Destiny)이라는 말은 1840년 정치인과 정부의 리더들에 의해 널리 사용되었는데, 이는 시민들로 하여금 북아메리카 대륙 전체로 영토를 확장하고 이를 응원하는 것이 그들의 ‘운명’이라고 설득하기 위해서였다. 이론상으로는 자격 있는 모든 국민으로 하여금 민주적인 자치 정부의 꿈을 이루려는 것이었지만, 그럼에도 불구하고 현실적으로 이것은 아메리칸 원주민과 비유럽계 조상을 가진 사람에게는 해당되지 않는 것이었다. 한편으로 ‘명백한 운명’은 힘과 부 그리고 자유를 상징하는 광대한 땅을 원하는 국민들의 바람이기도 했다.

## 정치적 이해
많은 미국 개척자들은 그들의 국가의 자유와 이상이 매우 중요하며 또한 영토 확장을 통해 새로운 땅에 그것들을 전파하는 것이 필요하다고 생각했다. 두 세기 전, 매사추세츠만 식민지의 주지사, 존 윈스럽은 그의 식민지가 언덕 위의 도시가 되어 그 외의 세계에 자유와 신을 숭배하는 사회가 어떤 것인지를 보여줄 것이라며, 한층 더 나아가서 많은 사람이 미국이 모든 북미 대륙을 차지하는 것은 신성한 임무(divine imperative)라고 주장했다. 후에 프랭클린 피어스가 추진한 젊은 아메리카 운동(The Young America movement)은 그런 시각을 강력하게 촉진시켰다.

## 서부
미국의 주민들이 서부로 퍼져 나감에 따라, 아메리카 토착민들과 멕시코 양측과의 감정적인 대립은 필연적인 것이었다. 그렇지 않아도 질병 때문에 현저하게 인구가 감소했던 아메리카 원주민에게, 침략해 오는 정착민과 그들이 동반한 진보된 군대에 맞서는 것은 불가능과도 같았다. 이에 따라 서부에서 아메리카 원주민이 급속도로 사라진 것과 그렇게 되도록 강제한 것은 미국 역사의 큰 오점 중 하나이다. 특히 눈물의 길(Trail of Tears)과 같은 냉혹한 일화는 당시에 조직적으로 만연했던 원주민 학살의 일례에 불과하다.
멕시코와 대립은 좀 더 형식적이기는 했으나 역시 결과적으로는 (어쩌면 기회주의적으로) 미국 정착민들을 위한 대규모의 땅을 획득하는 것으로 끝났다. 제임스 K. 포크 대통령은 그의 일기에서, 그가 멕시코의 영토를 조금이라도 더 미국의 손으로 넘어오게 하려는 의도를 가지고 있었다는 것을 밝히고 있다. ‘명백한 운명’의 이 두 가지 효과는 역사적 이면에 대한 주장에 큰 영향을 주었다. 신과 민주주의에 대한 강한 믿음이 있다고 하더라도(혹은 그렇기 때문에), 소수파에게 다수파의 규칙을 부과하는 것은 무서운 일이 될 수 있다. 다수파는 절대적 군주만큼이나 독재적이 될 수도 있다고 일컬어진다. 대부분의 독트린이 항상 백인을, 그의 길에 있는 “미개한 자”들을 대체할 “신이 선택한 자”로 서술하고 있는 것 또한 우리는 주목해야 한다.
최초로 오리건 지역에 발을 들여놓았던 미국인은 농부가 아니라 모피 상인이었다. 그들은 동부 미주와 유럽에서 매우 인기가 높았던 비버의 가죽을 얻기 위해 오리건을 개척했는데, 처음에는 아메리카 원주민이 공급한 모피를 거래하였다. 그러나 더 많은 사람이 서부로 이주함에 따라, 증가된 모피의 수요에 맞추어 개척민 또한 그들 나름대로의 사냥을 하기 시작하였고, 결과적으론 아메리카 원주민의 장사를 빼앗아 버렸다. 모피 상인들은 비버 가죽을 두고 다른 상인과, 아메리카 원주민과의, 그리고 서부로 이주해 오는 새 정착민과의 사이에서 많은 경쟁을 해야만 했다. 이에 따라, 비버의 개체 수는 자연스레 줄어들었고, 그 때문에 개척민은 새로운 삶의 방식을 찾기 위해서 더 먼 서쪽으로 이동해야만 했다.
1840년대에 이르러서는 경제적 문제로 어려움을 겪은 젊은 개척자들이 오리건 지역에 정착하기 시작했다. 오리건까지 가는 길은 매우 거칠고도 힘들었는데 2000마일이나 되는 여정 동안, 오직 임산부, 병자, 노인만이 수레를 타고 이동했을 뿐, 다른 이들은 이 먼 거리를 걸어야만 했다. 이 개척자들은 오리건에 도착하여 영토의 소유권을 두고 아메리카 원주민과 잦은 충돌을 겪었으며, 그에 따른 전투도 빈번했다. 그 반면, 오리건 주는 그들이 도착하기 전 상상했던 곳보다 훨씬 기름진 땅으로 그들을 기쁘게 만들었다.
아메리카의 원주민도 미국인이 끊임 없이 서부로 확장해 나감에 따라 많은 영향을 받았는데, 원주민은 그들 스스로의 생존을 위하여 저항하고 발버둥 쳐야 했다. 그들은 국경 지방에 사는 이들과 짐승의 가죽 및 털, 모피 장사를 두고 경쟁을 벌여야 했으며, 또한 그들의 영토를 위하여 오리건에 정착하고자 하는 미국인, 텍사스에 농사짓고자 하는 멕시코인과 경합해야 했다. 원주민의 삶은, 마치 그들의 영토를 침략하고자 하는 사람들에게 대항하기 위한 끊임 없는 몸부림이었다고도 할 수 있겠다.
텍사스 주민과 멕시코인 역시 이 팽창에 따라 많은 영향을 받은 자들이었다. 미국의 개척자에게 등을 떠밀린 아메리카 원주민이 하는 수 없이 멕시코인이 일구어 놓은 농지 및 거주지 쪽으로 이동한 것도 문제가 되었고, 근본적으로 너무 많은 수의 사람이 텍사스 땅으로 몰려 들고 있었기 때문이다. 미국과 멕시코는 자연스레 텍사스 땅을 소유하기 위한 투쟁을 강화하였다.
영국은 17세기 초까지 오리건의 조그만 영토를 가지고 있었다. 이는 영국인에게, 북서부 아메리카 내에서의 상업에 많은 이점을 가져다 주었는데, 특히 미국인 개척자들이 서부로 이동을 시작하면서 수요와 무역이 급증하는 등 많은 이익을 안겨 주었다. 그러나 미국인 개척자들의 수가 영국 상인을 압도하기 시작하자, 영국인은 오리건 지방을 미국에 넘기라는 압력을 받게 되고, 결국엔 인구가 적은 캐나다로 옮기게 된다. 오리건 지방까지 손에 넣은 미국은 대서양부터 태평양까지 이르는 광대한 영토를 모두 손에 넣으며 ‘명백한 운명’을 실현하게 되었다.

## 장기적 효과와 결과

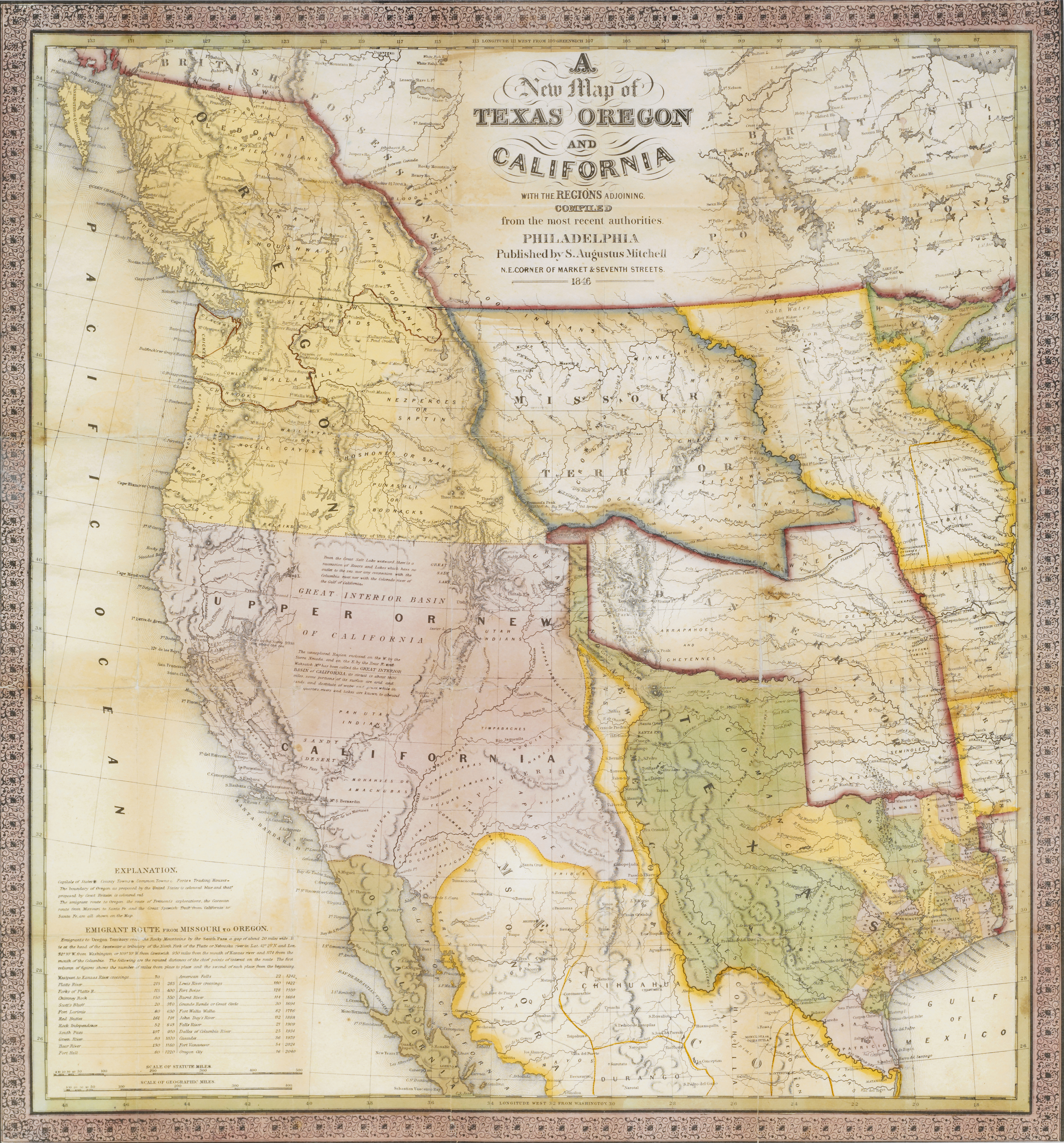
A New Map of Texas, Oregon, and California, Samuel Augustus Mitchell, 1846

19세기 말의 서부 확장이 수반한 효과는 심오하였고, 아마 그 선동자들이 예상했던 것보다도 훨씬 더 원대하였다. 오리건의 영토는 기대했던 만큼 비옥한 것으로 밝혀졌다(비록 비가 많이 내리고 상상했던 것보다 더 멀었지만 말이다). 1849년 캘리포니아에서 발견된 금광과 그 외의 다른 지역에 풍부히 매장된 광물은 몇몇 거대 신흥 산업왕국의 성장을 가속시켰다. 남북전쟁과 노예 해방 운동이 가져온 혼란은 새 땅을 찾아 더 먼 서부로 이주하는 데에 큰 자극이 되었다. 그러한 대립의 중심에 있는 ‘국가의 명백한 운명’에 노예 제도가 한 부분을 차지했는지에 대해서는 아직 논란의 여지가 남아 있다.
명백한 운명에 대한 믿음은 1846~48년에 발발한 멕시코-미국 전쟁을 주도한 요인 중 하나였는데, 이 전쟁에서 미국은 알타 캘리포니아(Alta California)와 누에보 멕시코(Nuevo Mexico)를 점령하였다.
명백한 운명과 더불어 도덕적, 정치적 그리고 대개 인종적 우월성에 대한 다른 많은 성명은 아메리카 인디언을 배척하는 것을 정당화하는 데 사용되었다. 유사한 여러 독트린(백인의 책무와 같은)이 유럽인을 비롯한 세계 전반이 아프리카와 아시아에 대한 식민 정복을 정당화하는 데 사용되었던 것도 이와 의견이 일치한다.
“명백한 운명”이라는 표현은 지금도 캐나다-미국 수교에 대한 문제가 논의될 때 캐나다 내에서 가끔씩 언급되고 있다. 사실 몇몇 캐나다인은 여전히, 미국이 캐나다의 영토를 합병함으로써 자국의 명백한 운명을 충족시키려는 의도를 완전히 단념한 적이 없었다고 믿고 있다. (참고: 51번째 주)

## 같이 보기
- 루이스 클라크 탐험(Lewis and Clark Expedition)
- 미국의 민족주의(Nationalism)
- 고립주의(Isolationism)
- 팽창주의(Expansionism)